# John M. Jumper
John M. Jumper (n. 1985, Little Rock, Arkansas, SUA) este un cercetător și întreprinzător american, director al DeepMind Technologies. Împreună cu colegii săi, Jumper a creat AlphaFold, un model de inteligență artificială (AI) capabil să prezică cu mare acuratețe structura proteinelor din secvența lor lineară de aminoacizi. În 2024 a fost distins cu Premiul Nobel pentru Chimie, împreună cu Demis Hassabis, pentru predicțiile referitoare la plierea proteinelor; cealaltă jumătate a premiului a fost acordată biochimistului David Baker „pentru proiectarea computațională a proteinelor”.